# Julien Renevier
Julien Renevier, né le 19 mai 1847 à Lausanne et mort le 8 janvier 1907, est un paysagiste, portraitiste et aquarelliste vaudois. 

## Enfance et formation
Né dans une famille aisée et cultivée, Julien Renevier est le petit-fils du professeur de droit Charles Secrétan et le demi-frère d'Eugène Renevier, géologue et paléontologue de renom. Julien Renevier étudie la théologie à l'Académie de Lausanne puis à celle de Berlin. En 1870, il abandonne ses études et entre dans l'atelier du peintre Carl Steffeck. Il parfait sa formation durant quatre ans à Munich dans la classe de Carl Theodor von Piloty.

## Carrière
À 31 ans, Renevier s'installe à Rome, dans un atelier de la via dei Pontefici. Il y reste onze ans, voyageant régulièrement dans toute l'Italie, en Suisse et en France, peignant sur les routes des centaines de paysages et de scènes de la vie quotidienne. Ses grandes toiles continuent d'être exposées en Suisse et à l'étranger. En 1883 et 1884, il participe au Salon de Paris et en 1889 à l'Exposition universelle où sa toile Saint-François d'Assise prêchant aux oiseaux reçoit une médaille honorable.
En 1889, il retourne en Suisse pour prendre soin de sa mère malade. Dans son atelier du Grand-Chêne à Lausanne, il effectue des portraits de commande pour des personnalités politiques et publiques vaudoises. En 1900, il expose aux côtés de ses compatriotes Albert Anker, Eugène Burnand et François Bocion à l'Exposition universelle de Paris où il obtient une mention. Durant les vingt dernières années de sa vie, Renevier délaisse progressivement les grandes compositions à l'huile pour se tourner vers le dessin à l'aquarelle et au pastel.
Julien Renevier meurt en 1907 d'une pneumonie. Une exposition rétrospective de son œuvre est organisée à Lausanne la même année.